# Carl Baumgärtner

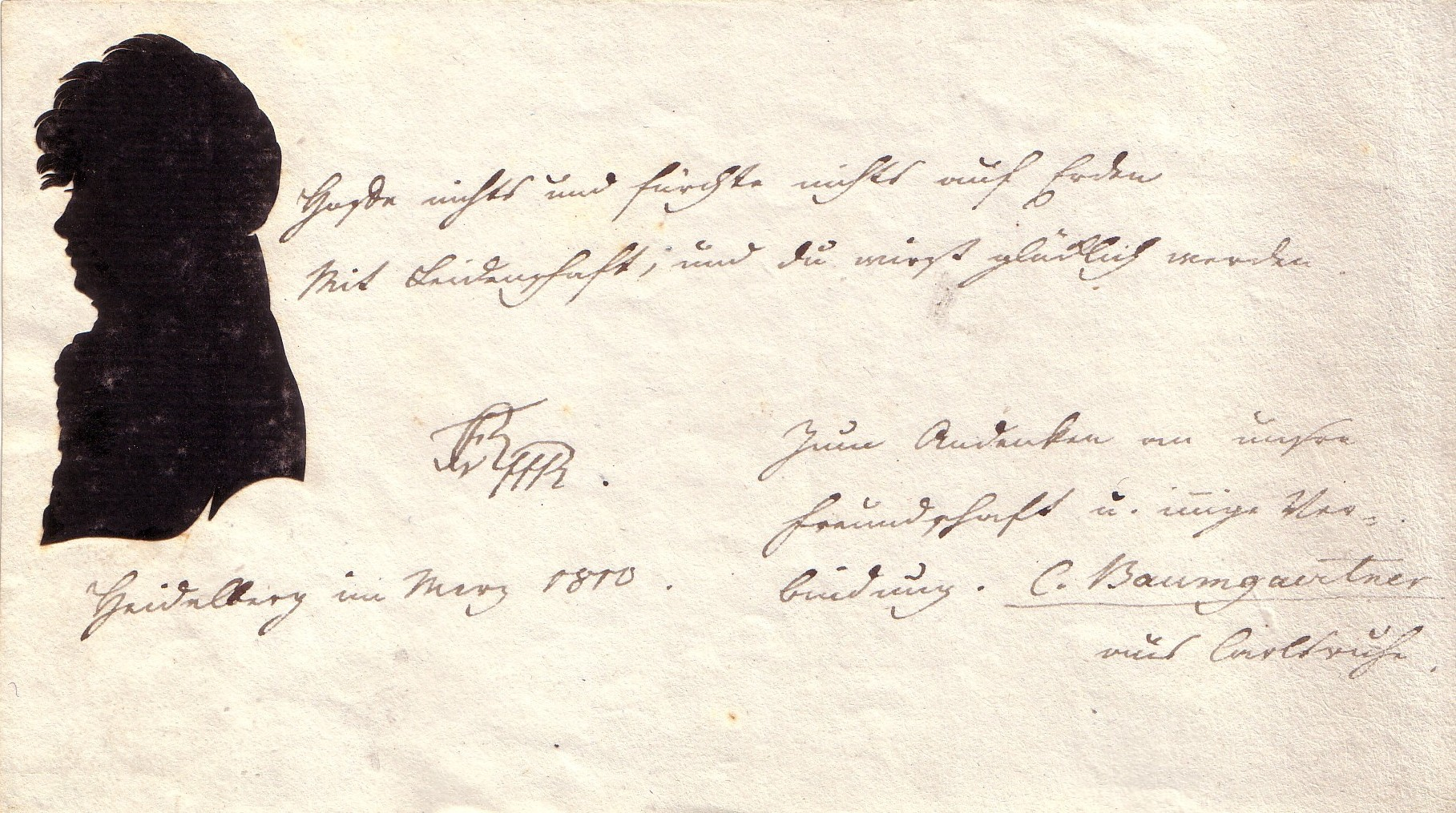
Silhouette Baumgärtners auf einem Stammbuchblatt (1810)

Carl Baumgärtner (* 10. Januar 1790 in Karlsruhe; † 8. Oktober 1847 ebenda; evangelisch) war ein seit 1813 im badischen Staatsdienst stehender Jurist und wurde seit 1822 mehrmals in den badischen Landtag gewählt.

## Familie
Carl Baumgärtner wurde geboren als Sohn des Johann Friedrich Baumgärtner (* 1756; † 22. Dezember 1827 in Karlsruhe), wirklicher Geheimrat und Justizministerialpräsident, und der Henriette Friederike, geborene von Olnhausen (* 20. August 1765 in Staufen; † 19. November 1824 in Karlsruhe). Carl Baumgärtner heiratete am 16. April 1818 Luise Auguste, geborene Bär, Tochter des Ministerialrats, Stadt- und Landphysikus Dr. Johann Emil Bär aus Durlach und der Juliane, geborene Dumberth. Aus Baumgärtners Ehe gingen vier Kinder hervor: Luise, Karl Heinrich Julius, Caroline und Julie.

## Leben
Baumgärtner studierte ab dem Wintersemester 1807/08 Rechtswissenschaften an der Universität Heidelberg. 1809 wurde er Mitglied der Oberrheiner. Nach seinem Studienabschluss im Januar 1811 wurde er Sekretär im badischen Innenministerium. Am 25. August 1813 wurde er Assessor im Ministerium des Innern und am 8. Januar des folgenden Jahres Oberamtsassessor beim Bezirksamt Durlach. Weitere fünf Jahre später, am 10. Februar 1819, setzte man ihn als Amtmann beim Bezirksamt Bretten ein; am 22. März 1821 schließlich wurde er zum Oberamtmann beim Bezirksamt Durlach befördert, um in Karlsruhe am 4. Mai 1824 die Stadtdirektion übertragen zu bekommen. Zum Geheimen Rat 3. Klasse ernannte man Baumgärtner am 15. Juli 1827 und seit dem 1. November 1839 war er als Direktor der Regierung des Mittelrheinkreises in Rastatt tätig. Zum Geheimen Rat der 2. Klasse wurde er schließlich am 5. Januar 1843 ernannt. Drei Jahre später, am 19. Dezember, trat er in den Ruhestand.

## Politische Betätigung
Carl Baumgärtner war 1822/23 Abgeordneter des Wahlbezirks 30 (Amt Bretten, Stadt Eppingen mit Mühlbach) des 2. badischen Landtags. Ebenso war er 1839/41 Abgeordneter des 10. Landtags für den Wahlbezirk 26 (Karlsruhe) und Abgeordneter für den 12. Landtag 1845/46 für den Stadtwahlbezirk 9 (Durlach).

## Auszeichnungen
- 1826 Ritterkreuz 1. Klasse mit Eichenlaub des  Zähringer Löwen-Ordens
- 1826 Kommandeurkreuz 2. Klasse des Zähringer Löwen-Ordens
- 1828 Ehrenbürger der Stadt Durlach
- 1839 Ehrenbürger der Stadt Karlsruhe